# メアリー・ヒル (ダウンシャー侯爵夫人)

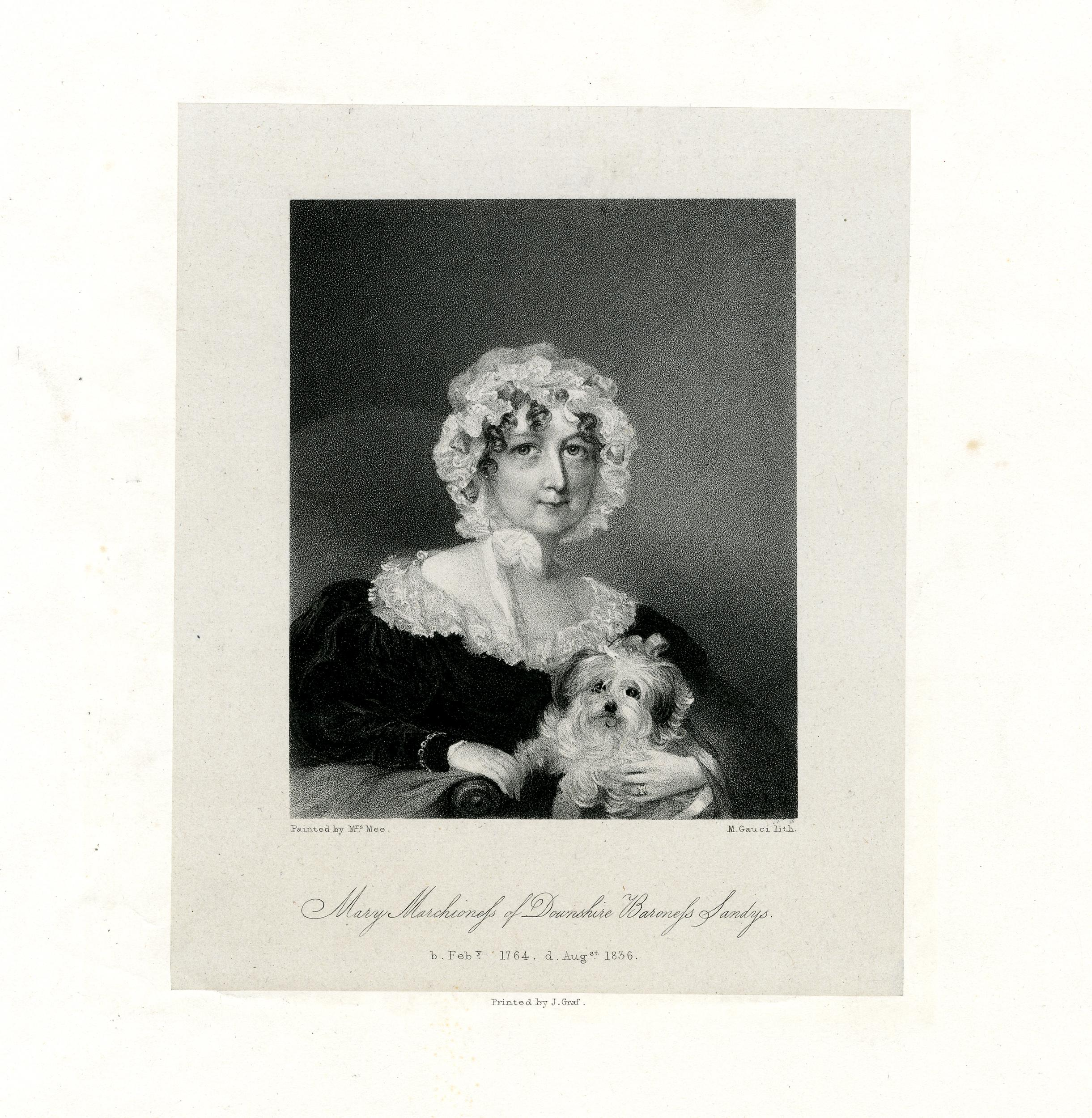
ダウンシャー侯爵夫人メアリー

ダウンシャー侯爵夫人メアリー・ヒル（英語: Mary Hill, Marchioness of Downshire、旧姓サンズ（Sandys）、1764年9月19日 – 1836年8月1日）は、イギリスの貴族夫人、女性貴族。1801年に夫が死去した後、幼少の長男に代わってダウン選挙区で影響力を発揮した。

## 生涯

### 出生と結婚

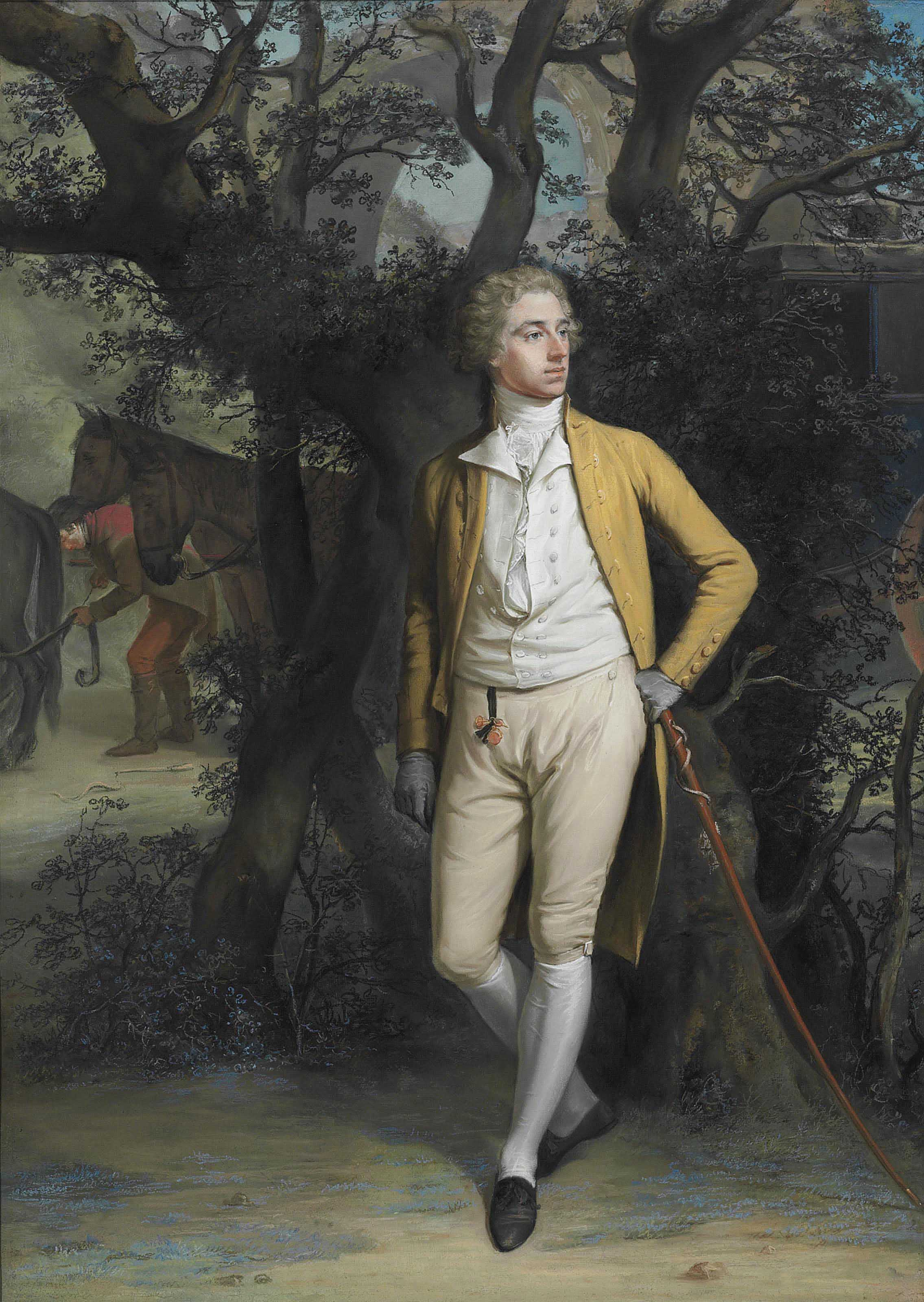
夫のキルワーリン卿アーサー・ヒル。ヒュー・ダグラス・ハミルトン画、1785年から1790年の間。

マーティン・サンズ閣下（Hon. Martin Sandys、1729年ごろ – 1768年12月26日、初代サンズ男爵サミュエル・サンズの四男）と妻メアリー（Mary、旧姓トランブル（Trumbull）、1769年没、ウィリアム・トランブルの娘）の娘として、1764年9月19日に生まれた。5歳のときまでに両親を失い、父方の叔父エドウィンと母方の祖母メアリーが協力してメアリーを育てた。
1786年6月29日、キルワーリン卿アーサー・ヒル（のちの第2代ダウンシャー侯爵、1801年9月7日没）と結婚、5男2女をもうけた。結婚にあたり、義父から「上品で、感じのよい娘」（a genteel, agreeable little girl）と評された。メアリーは裕福な相続人であり、結婚時点でウスターシャーにオムバーズリー・コートを含む1,000エーカー以上の領地、バークシャーにイーストハムステッド・パークを含む4,000エーカー以上の領地を所有した上、母方の祖母からキングス・カウンティ（現オファリー県）のイーデンデリー、ダウン県のダンドラムなど2万エーカー近くの領地を相続する予定（1799年に相続）があった。夫婦の仲はよかったという。
- アーサー・ブランデル・サンズ・トランブル（1788年10月8日 – 1845年4月12日） - 第3代ダウンシャー侯爵[4]
- アーサー・モイセス・ウィリアム（英語版）（1793年1月10日 – 1860年7月16日） - 第2代サンズ男爵[3]
- シャーロット（1794年7月15日 – 1821年9月30日） - 生涯未婚[4][6]
- メアリー（1796年7月8日 – 1830年5月23日） - 生涯未婚[4][6]
- アーサー・マーカス・セシル（1798年1月28日 – 1863年4月10日） - 第3代サンズ男爵[3]
- アーサー・オーガスタス・エドウィン（1800年8月13日 – 1831年7月10日[4]）
- ジョージ・オーガスタ（英語版）（1801年12月9日 – 1879年4月6日） - 1834年10月21日、カサンドラ・ジェーン・ナイト（Cassandra Jane Knight、1842年3月14日没、エドワード・ナイトの末娘）と結婚、2男2女をもうけた。1847年5月11日、ルイーザ・ナイト（Louisa Knight、1889年7月29日没、エドワード・ナイトの四女、1人目の妻の姉にあたる）と再婚、1男をもうけた[4]

### 夫の死去と叙爵
夫の第2代ダウンシャー侯爵は1800年合同法への反対により公職を解任され、ダウンシャー侯爵の友人や支持者も公職を解任された。それから間もない1801年9月に侯爵が病死すると、ダウンシャー侯爵夫人はこの逆境が夫の病状を悪化させたと考え、不必要な迫害であるとして激怒した。ダウンシャー侯爵家の勢力が強いダウン選挙区では合同支持派の重鎮にカースルレー子爵ロバート・ステュアートがおり、両家は18世紀を通して（アイルランド王国期の）ダウン選挙区で敵対して、1790年にはステュアート家が1議席を奪取した。カースルレー子爵が合同を熱烈に支持したこともあり、ダウンシャー侯爵夫人の怒りはカースルレー子爵に集中した。
第2代ダウンシャー侯爵の死により、ダウン選挙区における選挙戦がますます激化することが予想されたが、ダウンシャー侯爵夫人が長男の成人まで家長を務めるという構図が同情を買った上、カースルレー子爵がダウンシャー侯爵家をなだめようとし、さらに首相ヘンリー・アディントンが介入してダウンシャー侯爵夫人に爵位を与えた。これにより、ダウンシャー侯爵夫人は1802年6月19日に連合王国貴族であるウスターシャーにおけるオムバーズリーのサンズ女男爵に叙された。この爵位の継承は次男アーサー・モイセス・ウィリアムの子孫、三男アーサー・マーカス・セシルの子孫、四男アーサー・オーガスタス・エドウィン、五男ジョージ・オーガスタの子孫、長男アーサー・ブランデル・サンズ・トランブルの子孫の順で継承されるよう定められた。
叙爵は1802年イギリス総選挙の1か月前のことであり、結果的にはダウンシャー侯爵夫人が総選挙でカースルレー子爵の再選に反対しないことに同意した。しかし、両家の確執は終わらなかった。

### カースルレー子爵との敵対

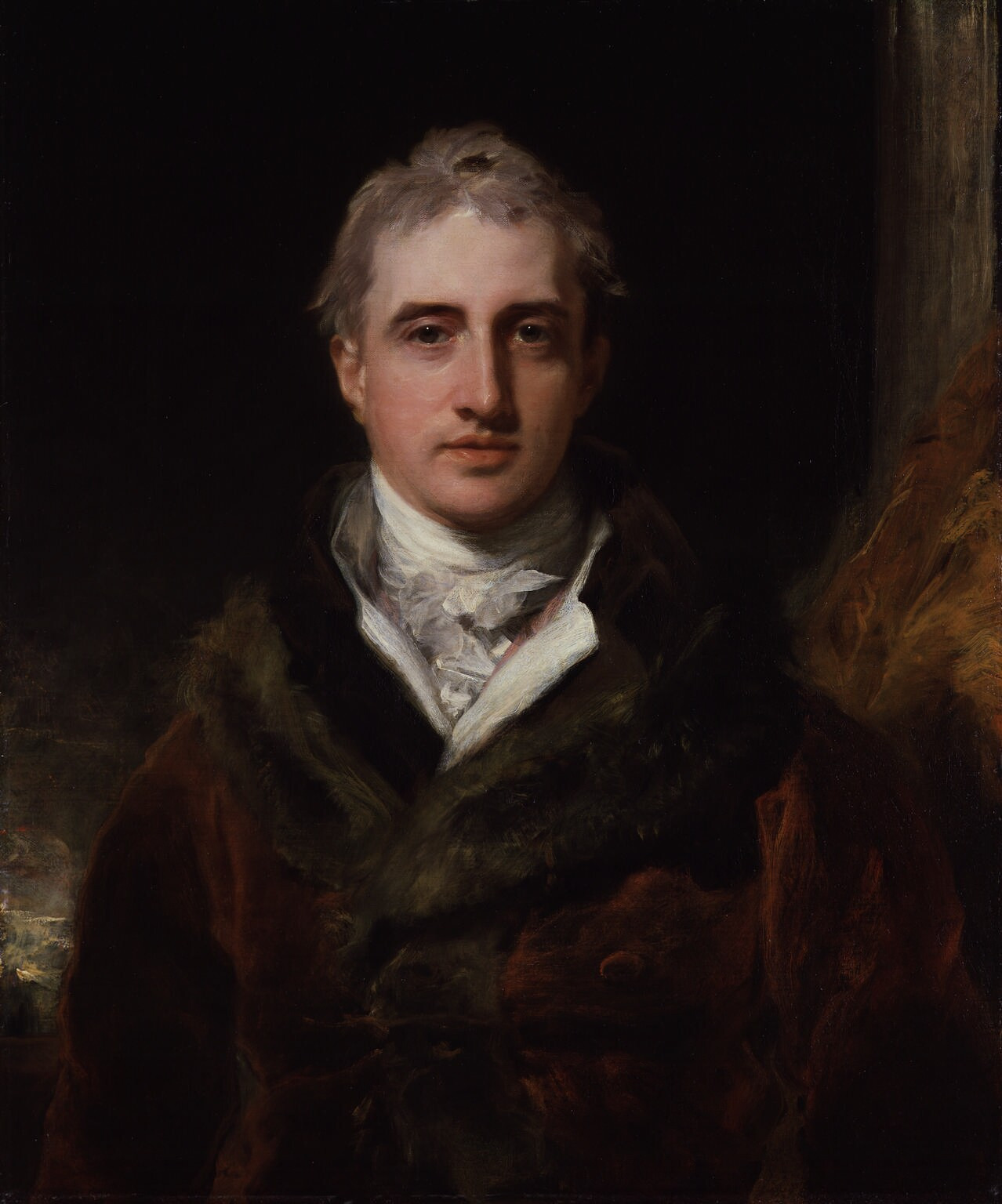
カースルレー子爵ロバート・ステュアート。トーマス・ローレンス画、1809年/1810年。

1805年7月にカースルレー子爵が官職就任による出直し選挙に立候補すると、ダウンシャー侯爵夫人はカースルレー子爵がダウンシャー侯爵家の「公正な利益とパトロネージ」（its just interest and patronage）を盗んで、優位に立とうとしていると主張した。この行動について、『英国議会史』は「心変わり」（changed her mind）と形容し、『アイルランド人名事典』は1802年の行動が叙爵の代償であり、実際にはダウンシャー侯爵夫人の怒りが和らげられたことはなかったと判断している。
いずれにせよ、ダウンシャー侯爵夫人は補欠選挙でカースルレー子爵の対立候補ジョン・ミード閣下（第2代クランウィリアム伯爵リチャード・ミードの弟）を支持した。カースルレー子爵は公爵夫人の行動に驚いたが、すぐにアンズリー伯爵、クランウィリアム伯爵夫人、エドワード・ウォード閣下、ロバート・ウォード閣下の支持を取りつけて対抗した。カースルレー子爵はさらに議席の維持に4万ポンドを費やせると宣言したが、ダウンシャー侯爵夫人も3万ポンドともいわれる大金を投じてカースルレー子爵の反対キャンペーンを展開、結果はミード1,973票、カースルレー1,481票でミードが当選した。1806年と1807年の総選挙でもダウンシャー侯爵夫人の支持する候補が無投票で当選しており、実質的には2議席ともに指名できるほどの勢力となった。内閣に対する立場では爵位を与えたアディントン内閣（1801年 – 1804年）を支持、ホイッグ党内閣の挙国人材内閣も支持した。

### 選挙戦の終結
第2代ダウンシャー侯爵の領地は死去時点で年収4万ポンド相当ともいわれたが、30万ポンドを超えるという莫大な債務も残っており、ダウンシャー侯爵家が合同に伴う選挙区廃止で受け取った52,500ポンドの賠償金を合わせても多くの債務が残っていた。さらに、ダウンシャー侯爵夫人は政界での影響力を上げるべく、1805年に17,450ポンドを費やしてダウンパトリックで地所を、1807年に29,000ポンドを費やしてキャリクファーガスで地所を購入した。そのため、侯爵夫人の長男アーサーは侯爵家には選挙戦に挑む金銭的余裕がないという判断を下し、債務の返済を目指した。
1812年3月、アーサーはこれまでの敵対相手に反対しないという趣旨の手紙を発表した。これはヒル家とステュアート家が1議席ずつ指名するという打診にほかならず、続く1812年イギリス総選挙ではアーサーが公式に介入せず、カースルレー子爵とミードが当選した。ダウンシャー侯爵夫人は息子の行動に愕然としたが、自派の人物が嘆き悲しんでいるのをみて、息子に助言して自派の会合を開かせ、政治原則における歩み寄りではないことを再確認させた。いずれにせよ、ヒル家とステュアート家の合意は維持され、1832年の第1回選挙法改正まで続いた。

### 晩年

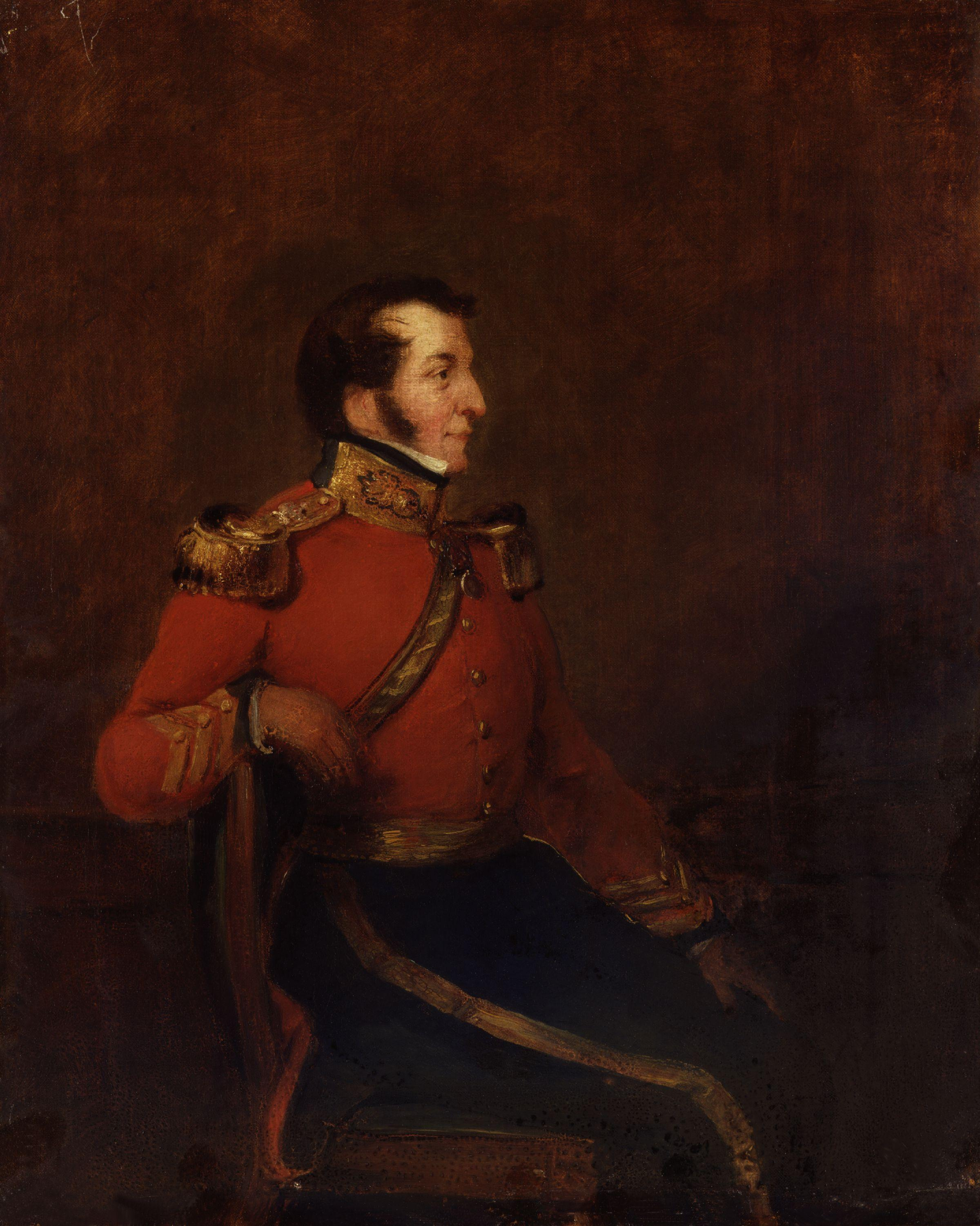
ダウンシャー侯爵夫人の次男アーサー・モイセス・ウィリアム。ウィリアム・ソルター画、1837年ごろ。

1812年以降はイングランドに住み、オムバーズリーの教区教会の改築に出資した。アイルランドでの領地管理は息子に任せたが、ダウン県の政治には興味を持ち続けた。
長い闘病生活の末、1836年8月1日にローハンプトンのダウンシャー・ハウス（Downshire House）で死去、次男アーサー・モイセス・ウィリアムが爵位を継承した。